# Renier Point
Der Renier Point (in Chile Punta Pin, in Argentinien Punta Alfiler) ist eine schmale und bis zu 208 m hohe Landspitze, die den östlichen Ausläufer der Livingston-Insel im Archipel der Südlichen Shetlandinseln darstellt. Gemeinsam mit dem Ephraim Bluff auf der gegenüberliegenden Insel Greenwich Island markiert er die südöstliche Einfahrt zur McFarlane Strait.
Der Name der Landspitze ist seit mindestens 1821 durch die ersten Robbenjäger in den Gewässern um die Südlichen Shetlandinseln etabliert. Der Benennungshintergrund ist allerdings nicht bekannt. Der Name Pin Point (englisch für Nadelspitze), den 1935 Teilnehmer der britischen Discovery Investigations vergaben, wurde zugunsten der Erstbenennung verworfen. Chilenische Wissenschaftler übertrugen diese 1959 dennoch in einer Teilübersetzung ins Spanische, argentinische Wissenschaftler nahmen bereits 1953 eine vollständige Übersetzung vor.